# Tombe d'Urbain VIII
La tombe d'Urbain VIII est un monument funéraire commandé par le pape Urbain VIII à Gian Lorenzo Bernini, dit Le Bernin, en 1628, situé en la basilique Saint-Pierre. 

## Description
L'œuvre est une composition imposante sur plusieurs niveaux présentant une structure bicolore et polymatériale. En effet, du marbre, du bronze doré et du bois sont utilisés pour permettre cette réalisation. Les parties liées au thème de la mort sont en matériaux sombres ou décorées d'or, tandis que celles liées à la vie sont en marbre blanc. 
La partie supérieure, juchée sur un riche piédestal, y voit le pontife en position de bénédiction, assis sur le trône. Sur les côtés du sanctuaire sont placées deux vertus de marbre gardant le sépulcre : à gauche, la Charité, allaitant un bébé. Costanza Bonarelli, l'amante du Bernin (dont il fera ensuite un buste) sert de modèle pour ce personnage. La Justice est à droite. 
Au-dessus de la chapelle se trouve la Mort, représentée par un squelette, en train d'écrire l'épitaphe du pape.